# Kenzo Taniguchi
Kenzo Taniguchi (谷口 堅三 Taniguchi Kenzo?), född 15 september 1988 i Kagoshima prefektur, är en japansk fotbollsspelare.
Taniguchi började sin karriär 2007 i Sagan Tosu. Efter Sagan Tosu spelade han för Kagoshima United FC, Grulla Morioka och Fujieda MYFC.